# 牧野美千子
牧野 美千子（まきの みちこ、1964年10月3日 - ）は、日本のタレント。本名 （旧姓）、芸名と同じ。
埼玉県浦和市（現・さいたま市）出身。実践女子大学卒業。既婚。

## 来歴
中学生時代の部活は陸上部で、数々の入賞経験がある。大学在学中に「ミス実践」に選ばれたことがきっかけでモデルとして活動を始め、『週刊朝日』の表紙などで活躍。
1984年の特撮ドラマ『超電子バイオマン』（テレビ朝日系）で女優デビュー。バイオマンの話が来た時、牧野は子供番組と聞いて『おかあさんといっしょ』のような、子供を相手にするおねえさんの仕事だと思い、特撮アクション番組だとは全く思っていなかった。両親ともに検察官であり、水物といわれる芸能界に入ることに難色を示していたが、子供番組ということでやや強引に説得して出演を許してもらっていたという。バイオマン終了後も女優活動を継続。テレビ番組のリポーター、歌手などにも挑戦した。また、均整の取れたスタイルを雑誌のグラビアで披露していた。もとより芸能活動に反対していた父には肌の露出の多い水着がメインのグラドル活動を内緒にしていたが、ある時、父の部下から耳に入ってしまい激怒され、芸能活動の一切を禁じられた。これを機に引退の選択をした。その後、大学を卒業して25歳の時に結婚。専業主婦として生活していた。牧野が35歳の時に、夫が会社員を辞めて築地場外市場で佃煮屋を営む家業を継ぐことになった。それに伴い牧野も「佃煮屋『諏訪商店』」5代目女将となる。読売新聞および『科学戦隊ダイナマン』に出演した萩原佐代子の公式ブログによれば、国内外の特撮ファンが時折訪れるという。
2009年8月の特撮イベント「赤祭7」で23年ぶりに公の場に登場。2010年6月8日の『魔女たちの22時』に24年ぶりとなるテレビ出演して以降、情報バラエティ番組やショップチャンネル、雑誌などに不定期で出演するようになり芸能活動を再開した。また、2015年7月11日からはアメーバブログにて芸能活動などを公開している。
『モヤモヤさまぁ〜ず2』2019年10月20日放送回「築地から東銀座へ！〜市場が移転してどうなった？〜」に、最近着るようになったというピンクの衣装で出演し、孫がいることを公表。
ブログ、芸名などは牧野美千子で活動しているが、2015年6月から放送されている健康家族の黒酢にんにくのCMでは諏訪商店の女将として本名の諏訪美千子（すわみちこ）で出演している。
2016年からは、イベントでの共演をきっかけにスーパー戦隊シリーズOB・OGである海津亮介・信達谷圭・たなかえり・宮澤寿梨らと「ニヤニヤブラザーズ&シスターズ」を結成し、ライブ活動を行っている。他にもスーパー戦隊シリーズOGで『超電子バイオマン』矢吹ジュン/イエローフォー役の田中澄子、『電撃戦隊チェンジマン』翼麻衣/チェンジフェニックス役の大石麻衣、『光戦隊マスクマン』ハルカ/イエローマスク役の永田由紀と共に「特撮美熟女部」としても活動している。
2017年2月、舞台『こと〜築地寿司物語〜』（主演／鳳恵弥・共演／佐伯日菜子、市川美織、渡洋史、黒田勇樹、若井おさむ　他）にて本格復帰。フリーで活動。
2020年3月29日、『ビートたけしのTVタックル』に女将として出演。新型コロナウイルスによる活動自粛の風潮が漂う中で閑古鳥が鳴く築地の現状および諏訪商店の台所事情を訴えた。
2023年1月23日、『じゅん散歩』「築地」回に出演。2024年1月22日自身のSNSでジャスティスジャパンエンターテイメントに所属したことを発表した。

## 人物
1984年当時の特技はモダン・バレエ、琴の演奏、陸上競技（ハードル走）。妹がいる。プロ野球・読売ジャイアンツのファン。

## 出演

### テレビドラマ
- スーパー戦隊シリーズ
  - 超電子バイオマン（1984年2月4日 - 1985年1月26日、テレビ朝日） - 桂木ひかる / ピンクファイブ 役
  - 快盗戦隊ルパンレンジャーVS警察戦隊パトレンジャー 最終話「きっと、また逢える」（2019年2月10日、テレビ朝日） - 客 役
- スケバン刑事 第16話「決死の脱出! 恐怖の地獄城」（1985年8月15日、フジテレビ ） -  深町みどり 役
- 木曜ドラマストリート  春一番が吹くまで（1986年3月20日、フジテレビ）
- それいけ!電エース 「第九話 愛ってなんだろ」（2012年、キッズステーション） -  牧野美千子 役
- 妖ばなし （2017年 - 2018年、TOKYO MX）
  - 第12話「置行堀」 - 川波亜矢子 役
  - 第16話「おまけ」 - 謎の女 役

### WEBドラマ
- あじさい（Abema FRESH、2017年）

### テレビバラエティ・情報番組レギュラー
- 歌謡アンナイト（1984年、TBSテレビ）
- 江森陽弘モーニングショー「途中下車の旅」コーナー（1984年、ANB）[1]
- ショップチャンネル（2015年6月 - ） - 不定期出演
- バリューファクトリーズテレビショッピング（BSフジ） - 不定期出演

### テレビバラエティ・情報番組単発
- おはよう朝日です（朝日放送テレビ）-テラスでDAYDREAM　歌唱（1985年）
- 情報BOX955（RKB毎日放送）-テラスでDAYDREAM　歌唱（1985年）
- おはようスタジオ（テレビ東京）-Take A Chance 歌唱（1985年12月16日）
- 1986年第15回レコード10社対抗 新春オールスター大運動会（TBS）-（1986年1月2日）
- 魔女たちの22時（日本テレビ）（2010年6月8日）
- 爆報! THE フライデー（TBSテレビ）（2012年3月23日、2013年12月27日）
- 有田とマツコと男と女（TBSテレビ）（2012年9月20日、2013年1月10日）
- あさイチ（NHK）（2013年12月25日）
- 金スマ（TBS）（2013年12月26日）
- ナンバーワンのNo.1（日本テレビ）（2014年4月27日）
- めざましテレビ（フジテレビ）（2018年3月29日、2022年12月21日）
- マチコミ（テレビ埼玉）（2018年4月6日）-舞台「永遠の一秒」PR
- ビビット（TBSテレビ）（2018年10月9日）
- その他の人に会ってみた～天海祐希の同期宝塚が議員に&紅白初出場の純烈は元力士SP （TBSテレビ）（2018年12月27日）
- グッド!モーニング（テレビ朝日）（2018年10月15日）
- クイズ!脳ベルSHOW（BSフジ）（2018年12月12日、13日・2021年1月13日、14日）
- モヤモヤさまぁ〜ず2（テレビ東京）（2019年10月20日、2020年4月12日）
- ビートたけしのTVタックル（テレビ朝日）（2020年3月29日、2020年7月19日、2022年12月11日）
- ミッドナイトマルシェ（テレビ朝日）（2022年9月9日、2022年9月28日、2022年10月18日、2022年11月11日、2023年1月24日、2023年2月22日、2023年4月14日、2023年5月17日）
- ZIP!（日本テレビ）（2021年12月22日、2024年3月14日）
- お願い!ランキング（テレビ朝日）（2022年4月20日）
- じゅん散歩（テレビ朝日）（2023年1月23日）
- スーパーJチャンネル （テレビ朝日）（2023年12月27日）
- ラヴィット!（TBSテレビ）（2025年2月18日）[11]
- 山里亮太の愛情ナレーション（テレビ朝日）（2025年8月14日）

### ラジオ
- ショッカーO野の秘密基地へようこそ!! 第104回（2016年6月1日、WEBラジオ-ねこぷ！）
- 生島ヒロシのおはよう定食（2018年6月15日、TBSラジオ ） - ラジオ通販
- 有馬隼人とらじおと山瀬まみと（2018年6月15日、TBSラジオ） - ラジオ通販
- 原めぐみのENJOYトーク（2020年3月12日、レインボータウンFM）
- きたはら。いづみとほっと一息（2020年3月27日、WEBラジオ-PalauRadio ）
- 及川奈央とNEW JACK拓郎のおめおじゃ（2021年11月4日・11日・18日・25日、八王子エフエム）
- NEXTRADIOShibuyaココダケ（2022年11月13日、渋谷クロスFM）
- きらきらジョイフルTIME （2023年4月25日、レインボータウンエフエム放送）

### 映画
- 劇場版 超電子バイオマン（1984年、東映） - 桂木ひかる / ピンクファイブ
- アウターマン（2015年、アールツーエンターテインメント） ※特別出演
- 大怪獣モノ（2016年、キングレコード、リバートップ）
- 龍帝外伝《第一章》DIRTY HAWK（2021年4月、市原剛監督） - 獅子王会会長姐・獅子尾杏子 役（友情出演）[12]
- 密殺! THE MISSATSU ROAD TO THE HELL（2022年6月劇場公開、坂東聖監督） - 夜叉組頭領・西崎真知子 役（友情出演）[13]
- 真龍帝外伝（2022年8月劇場公開、市原剛監督） - 獅子王会会長姐・獅子尾杏子 役（友情出演）[12]
- 学園探偵薔薇戦士（2022年、東真司監督）- 紅乃木麗華 役
- 7WAYS（2023年6月3日公開、神威杏次監督）
  - 舞台挨拶-　池袋シネマ・ロサ（2023年6月3日、9日、10日、16日）、シアターセブン（大阪　2023年7月15日～17日）予定
  - プレイベント-シアターセブン（大阪　2023年7月5日）-東京からオンライン参加
- 龍帝外伝《最終章》（2023年4月劇場公開、市原剛監督） - 獅子王会会長姐・獅子尾杏子 役（友情出演）[12]
- 密殺! Ⅱ THE MISSATSU 激闘篇（2023年4月劇場公開、坂東聖監督） - 西崎美知子 役（友情出演）[13]
- 龍帝外伝《新章》LEGEND OF DRAGON（2024年12月劇場公開、市原剛監督） - 獅子王会会長姐・獅子尾杏子 役（友情出演）[14]

### オリジナルビデオ
- 仮面ライダースナイプ エピソードZERO （2017年4月12日）

### 舞台
- こと〜築地寿司物語〜（2017年2月23日 - 26日、築地ブディストホール） - 宮内ハル
- カプセル兵団 4リンク　ストーリーズ　SAID A「燃えてヒーローショー！」（2017年9月15日 - 26日、八幡山ワーサルシアター）
  - 劇団クロックガールズ 第15回本公演 『結婚の条件』（2017年） ※リハーサル期間中降板
- 永遠の一秒 埼玉公演 2018（2018年4月3日 - 5日、彩の国さいたま芸術劇場 小ホール）
  - 永遠の一秒 埼玉公演 2019（2019年5月2日 - 6日、彩の国さいたま芸術劇場 小ホール）
- スポットライト（BACK STAGE STORY）〜2018（2018年12月5日 - 9日、築地ブティストホール）
- ダンスレボリューション「そのときのワタシ」（2019年8月29日 - 9月1日、築地ブティストホール）※初ミュージカル
- 誓い 奇跡のシンガー 2019（2019年12月3日 - 5日、スクエア荏原 ひらつかホール）
  - 愚か者達へのレクイエム音楽劇版（2020年） ※公演延期の為降板
- 第49回 東京第7回 映像劇団テンアンツ公演 板の上の二人と三人そして一人（2022年4月22日 - 5月5日、小劇場B1）
- ミュージカル　夢に向かって ブルースな日々♪2023　（2023年5月26日 - 5月28日、銀座博品館劇場）
- ダークなお仕事（2024年1月28日、シアターKASSAI）ゲスト出演
- ナビゲーション（2024年9月26日9月26日〜9月29日)、シアターグリーン BOX in BOX THEATER ）
- 桃太郎 〜芥川龍之介ver.〜（2024年6月12日 - 16日、六行会ホール）[15]
- 志士たち（2024年11月27日〜12月1日)、俳優座劇場 ）女将役

### 講演会講師
- 『新しいことに挑戦してみませんか？』（2022年12月4日、埼玉県宮代町 福祉交流会ステップ宮代）

### CM
- 健康家族「黒酢にんにく」（2015年5月 -　）[16]
- BLANC「QRフラワー」（2020年）

### MV
- 「ふるさと」池田夢見（2018年）

## 音楽

### シングル
| 題名              | B/W・C/W      | 発売年 | レーベル | 備考 |
| テラスでDAY DREAM | TAKE A CHANCE | 1985年 | 東芝EMI  |      |

### アルバム
| タイトル | 発売年 | レーベル | 備考 |
| GRAVURE  | 1985年 | 東芝EMI  |      |

- 歌・ナレーション - 牧野美千子（各曲開始前に牧野のナレーションあり。トラックは分かれていない。）
- 作詞 - 岡田冨美子
- 作曲・編曲 - 沢健一

1. SIDE1
  1. テラスでDAY DREAM
  2. 涙のラブソング
2. SIDE2
3. MR.JOKER
4. TAKE A CHANCE

### デジタルミュージック

#### NIYA NIYA SISTERS名義
- ずっと一緒に…（2016年）

作詞：信達谷圭・Geogette Anne Inaba/作曲 Dj02 a.k.a.とんこつ、un deux
- LOVE LOVE ROCK'N ROLL（2019年）

作詞・作曲：信達谷圭
- Goodbye 〜夏の夢〜（2022年）

作詞・作曲：信達谷圭

#### NIYANIAYBROTHERS＆NIYA NIYA SISTERS名義
- この世界は愛で出来ている（2019年）

作詞・作曲：信達谷圭

## 特撮関連書籍
- テレビ絵本「三大スーパー戦隊 ピンクのせんし」（1984年）講談社
- 宇宙船別冊　夢・翔・女　スーパー・ギャルズ・コレクション'84（1984年）朝日ソノラマ
- SFX Heroines Best Selection 特撮ヒロイン ベストセレクション（1985年）徳間書店
- 完全保存版　超電子バイオマン（1985年）徳間書店
- 東映ヒーローMAX 2009 Vol.31（2009年）辰巳出版
- ヒロインステーションDVD-BOOK創刊号「永遠のヒロイン!萩原佐代子&牧野美千子」（2011年）ローランズ・フィルム
- 特撮ゼロ 03　夏の号（2015年）-インタビュー   アオ・パブリッシング
- 宇宙船（vol.155 2016年12月29日）-ニヤニヤシスターズのイベント掲載 ホビージャパン
- スーパー戦隊　official mook 20世紀 1984 超電子バイオマン（2019年）講談社

## 書籍
- 週刊朝日 1983年5月6日-表紙　　朝日新聞社
- CANDY JACK 1985年9月号　新和出版社
- 週刊明星 -今週のホープ　1985年9月5日号　集英社
- 週刊平凡 ーフレッシュファイル 　 1985年9月13日号  マガジンハウス
- ベストカメラ　1985年10月号、 1986年3月号　少年画報社
- ベッピン/Beppin 1985年11月号、　1985年12月号、　1986年4月号 　英知出版
- Momoco特別編集　上級生　1985年3号、1985年9月号(NO.3)　学習研究社
- CARトップ　1985年12月ー表紙　　交通タイムス社
- 週刊プレイボーイ　1985年 NO.35　8月20日発行　　　　集英社
- 近代映画特別編集 スティーブ　1985年9月号 近代映画社
- スコラ　1985年7月11日号（No.78）、1985年9月12日号（No.82）、1986年1月23日号（No.91） 株式会社スコラ
- 近映文庫「アイドル水着100人 Part4」1985年12月25日 近代映画社
- 週刊平凡パンチ 1985年8月19日号　1985年11月11日号 (No.1083)　マガジンハウス
- Momocoモモコ 1985年 9月号　学習研究社
- アクションカメラ 1985年10月号(No.46)　1986年4月号 (No.52)　ワニマガジン社
- アクトレス/ACTRESS  1985年10月号、1986年3月号 (No.39)、　1986年5月号 (No.41)　リイド社
- 明星ヘアカタログ 1985年10月号 (’85 秋の号) 集英社
- バラエティ 1985年12月　角川書店
- THE SUGAR 増刊　DELUX JUMP デラックス・ジャンプ 1986年2月号　考友社
- EIGANOTOMO　1986年3月-表紙　　近代映画社
- GORO 1985年10月10日号　小学館
- ザ・ヒット MAGAZINE 1985年11月-表紙　 三和出版
- ビデパル　VIDEPAL　1986年1月号-　表紙　　東京三世社
- レコード・マンスリー　1986年2月号-ニュー・シンガー　　日本レコード振興昔
- 写真CAN 1986年2月号    東京三世社
- 女性自身　　光文社
  - 戦隊ヒーロー＆ヒロイン50人は今！　2010年3月16日号
  - こんなにオシャレな老眼鏡モデル 2014年
  - 女性自身百貨店モデル（WEB版も兼ねる） 2015年～
- 週刊現代　あこがれのアイドルに会える店　2014年6月7日 講談社
- モーツァルトを聴くだけでみるみる元気になる! 若返る!-モデル 2014年 主婦の友社
- だれにも聞けなかった大人のメイク再入門-モデル　2014年 主婦の友社
- 週刊大衆　話題のオンナ「未公開SEXY」　2017年10月30日号　双葉社
- ヘアーメニューマダム 2015年　 モデルーアイメディア
- HERS　『美容お試し隊』連載　2014年　光文社
- ゆうゆう 2016年7月号、2023年6月号　主婦の友社
- 特撮ゼロ vol.06 冬の号– スーパー戦隊ヒロイン夢の再会！『超電子バイオマン』 （2016年12月22日） - アオ・パブリッシング
- 週刊新潮　終活日記向けのノート　2019年11月20日号 新潮社
- 週刊FLASH　伝説の美女　2020年5月12・19日号 　　光文社

## イベント
- 戦隊ヒロイン同窓会（2010年2月21日）
- 牧野美千子 トークショー＆サイン会in日本橋・JUNGLE（2010年4月25日）
- 340 Presents
  - 「赤祭10〜ザ・ファイナル（シーズン1）」（2012年8月18日）
  - 特撮微熟女部祭 新宿ロフトプラスワン
    1. （2017年11月18日）
    2. （2018年11月2日）
    3. （2022年12月10日）
    4. （2023年12月2日）
    5. （2024年8月31日）
    6. （2025年8月30日）
- ニヤニヤ☆テキトーロックvol1-高円寺 CLUB ROOTS（2019年3月24日）
- テキトーナイト
  - vol.01-（2016年7月23日）
  - vol.02（みんなと一緒ナイト！！）-（2016年11月20日）
  - vol.03（みんなで一緒にテキトーナイト）-（2017年4月23日）
  - vol.04（ニヤニヤファミリーコンサート〜ザ・リベンジ〜）（2017年7月2日、新宿SAMURAI）
  - vol.05-阿佐ヶ谷ロフトA（2017年10月22日）
  - vol.06-阿佐ヶ谷ロフトA（2018年2月25日）
  - vol.08-阿佐ヶ谷ロフトA（2018年9月9日）
  - vol.09-阿佐ヶ谷ロフトA（2019年1月13日）
  - vol.10-阿佐ヶ谷ロフトA（2019年4月14日）
  - vol.11-阿佐ヶ谷ロフトA（2019年10月20日）
  - vol.12 THE LIVE-新横浜LIT（2019年12月8日）
  - Tekito Night Final-ライブハウス 新横浜LiT（2023年12月17日）
- スーパーフェスティバル ニヤニヤファミリートークショー（2017年1月8日、科学技術館）
- ふるさと応援祭 ヒーロー伝説（2017年5月6日、日比谷公園）
- ニヤニヤファミリーコンサート
  - 新宿SAMURAI（2018年5月20日）
  - vol3-新横浜LIT（2019年6月30日）
- ニヤニヤブラザーズのテキトー配信ナイト（2020年7月19日）
- The Global Night-配信ライブ（2021年7月24日） - NIYANIAYBROTHERS＆NIYA NIYA SISTERSとして
- NIYA NIYA Sisters-牧野美千子、たなかえり、宮澤寿梨
  - 緊急ミーティングナイト!!!（2022年10月1日、新宿SAMURAI）
- 映画『学園探偵薔薇戦士』上映会イベント（2022年12月2日、渋谷シダックスホール）
- 終末のバンギア 4周年記念ワンマンライブ（2023年2月11日、大塚Welcomeback）-萩原佐代子、神威杏次とともにトークゲスト
- 第１回特撮女子会（2023年4月8日、アニメ特撮BAR　G-熊本県熊本市）、出演-西恵子、田中由美子、牧野美千子
- Art Live 【恵の光】2023✨（2023年7月7日、東京都）、出演-森恵、岸田里佳、牧野美千子
- シオン会（2025年7月26日、東京都）

### 海外イベント
- パリス マンガ（2015年2月、パリ、フランス）
- TOKUSPIRITS（2016年3月27日、パンパンガ、フィリピン） - ガン患者支援チャリティイベント
- Otaku Expo Reload 2017 x TOKUSPIRITS（2017年8月12日-8月13日　マンダルヨン市、フィリピン） - 写真・サイン会・超電子バイオマンOPテーマ歌唱[17]
  - TOKUSPIRITS LIVE（2023年1月21日、マニラ、フィリピン）
- NamurExpo（2017年10月7日・8日、ナミュール、ベルギー）
- Japan Expo 2019（2019年7月5日、7日、パリ、フランス）
- 超電子バイオマン＆光戦隊マスクマン公式イベント（2025年2月、韓国）
- TOY CONステージイベント（2025年3月、フィリピン）
- 映画『ヘブンズベル』先行上映舞台挨拶（2025年10月25日、韓国）予定